# 니시야시키역
니시야시키역(일본어: 西屋敷駅)은 일본 오이타현 우사시에 위치한 규슈 여객철도 소속 역이며, 닛포 본선의 정차역이다.
처음엔 신호장으로서 개업하다가, 철도역으로 전환되었다.

## 역 구조
상대식 승강장 2면 2선의 구조를 가지는 지상역이다. 하행선은 상행선보다 약간 높은 위치에 부설되고 있어 2개의 플랫폼 사이는 약간 떨어져 있다. 또, 상·하행선 모두, 플랫폼은 아래쪽 방향을 향하고 우측으로 설치되고 있다.
무인역이므로, 플랫폼과 지하도 및 대합실만 존재해 역사는 없다.
열차가 접근할 때에 3회가량 방송이 있다. 당 역에서 사용되는 접근 멜로디는 산요 본선의 일부의 역에서 사용되고 있는 멜로디와 같다. 상행선에는, 수동 벨 스윗치가 있지만, 울지 어떨지는 모른다.

## 인접 역
| 닛포 본선        | 닛포 본선   | 닛포 본선                   |
| ---------------- | ----------- | --------------------------- |
| 우사 고쿠라 방면 | ■ 닛포 본선 | 다테이시 가고시마 중앙 방면 |